# Villa Rau (Warschau)

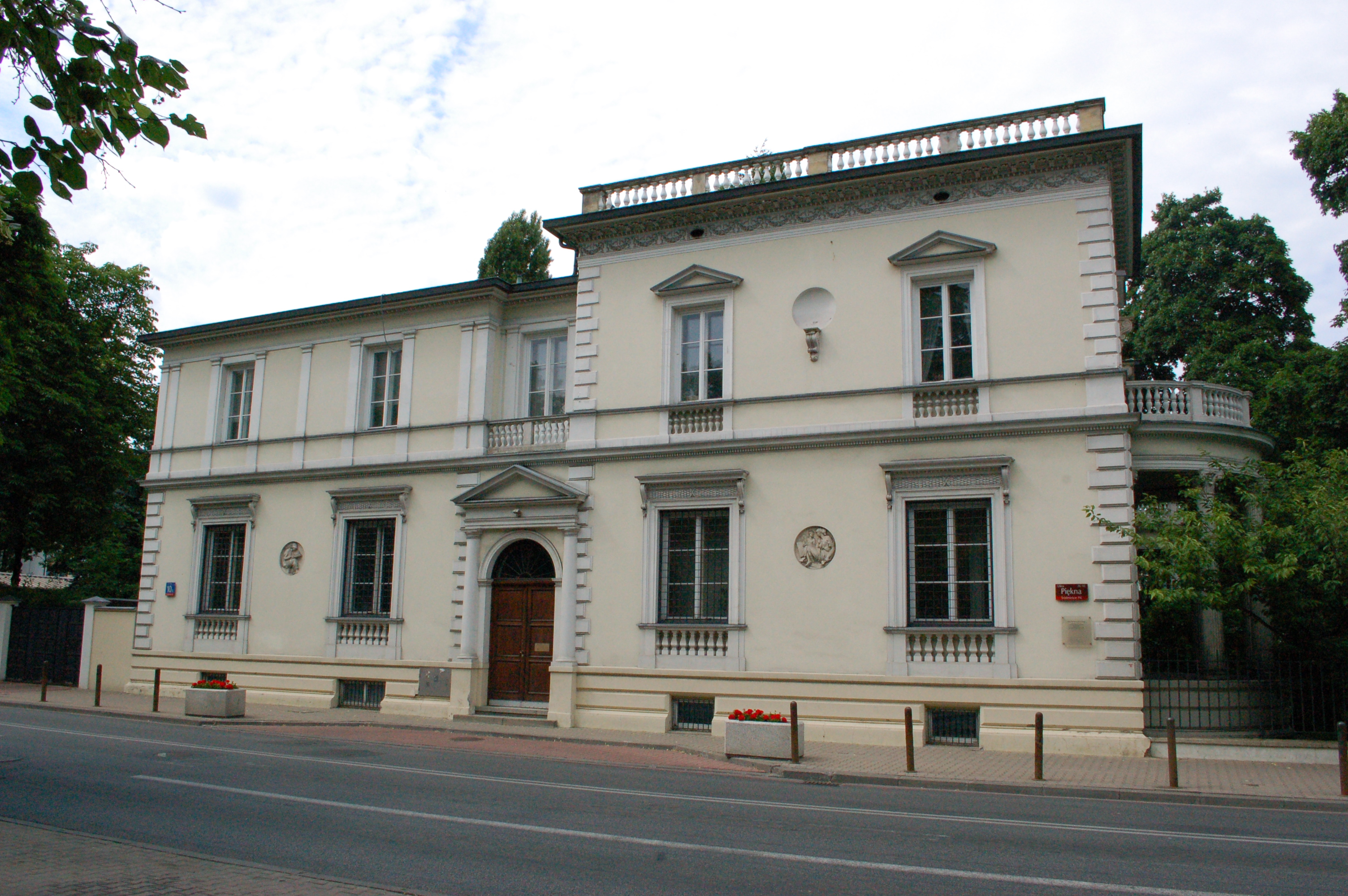
Die Südfassade an der ul. Piękna

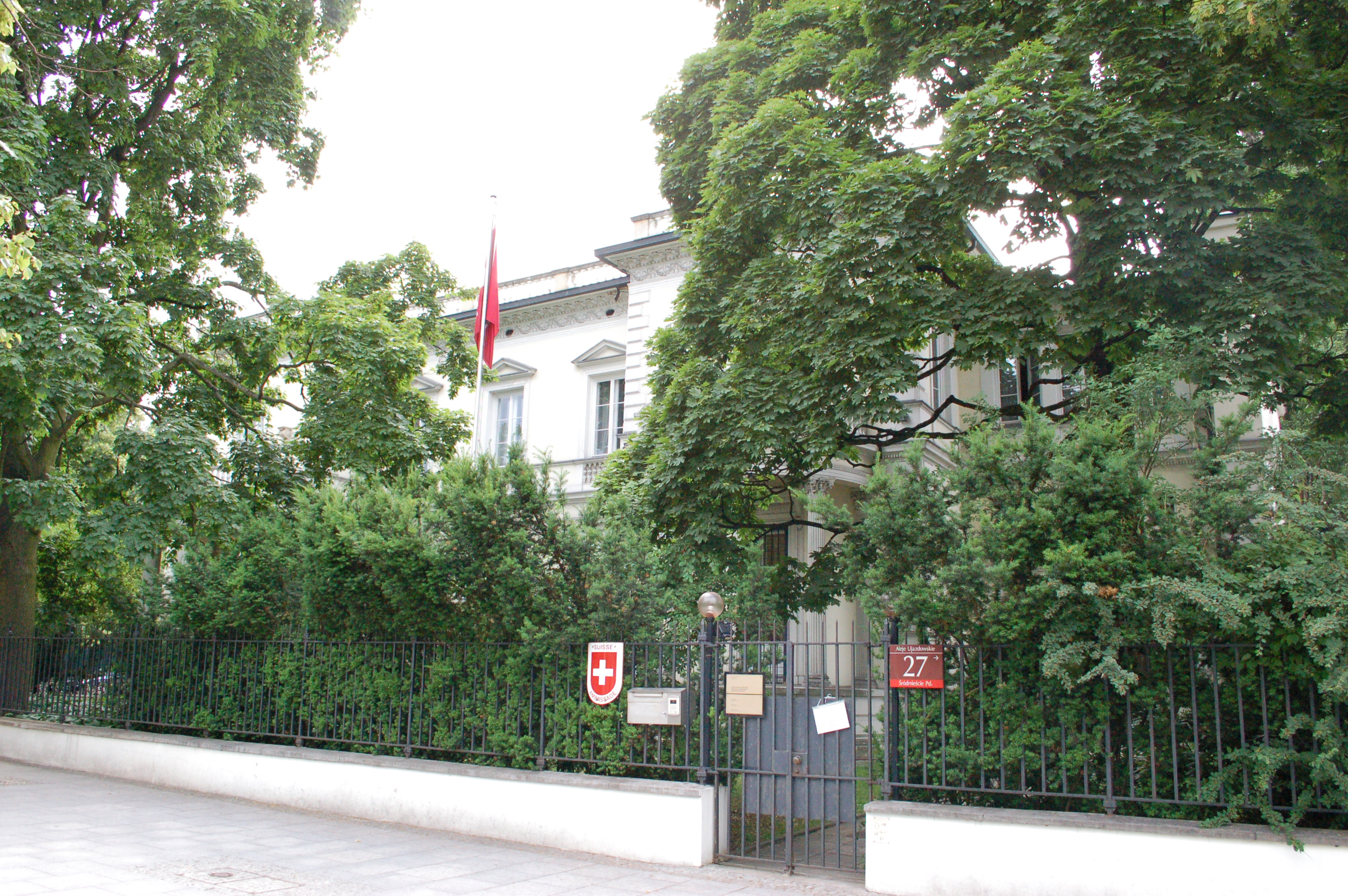
Blick auf die eingewachsene Hauptfassade aus nördlicher Richtung

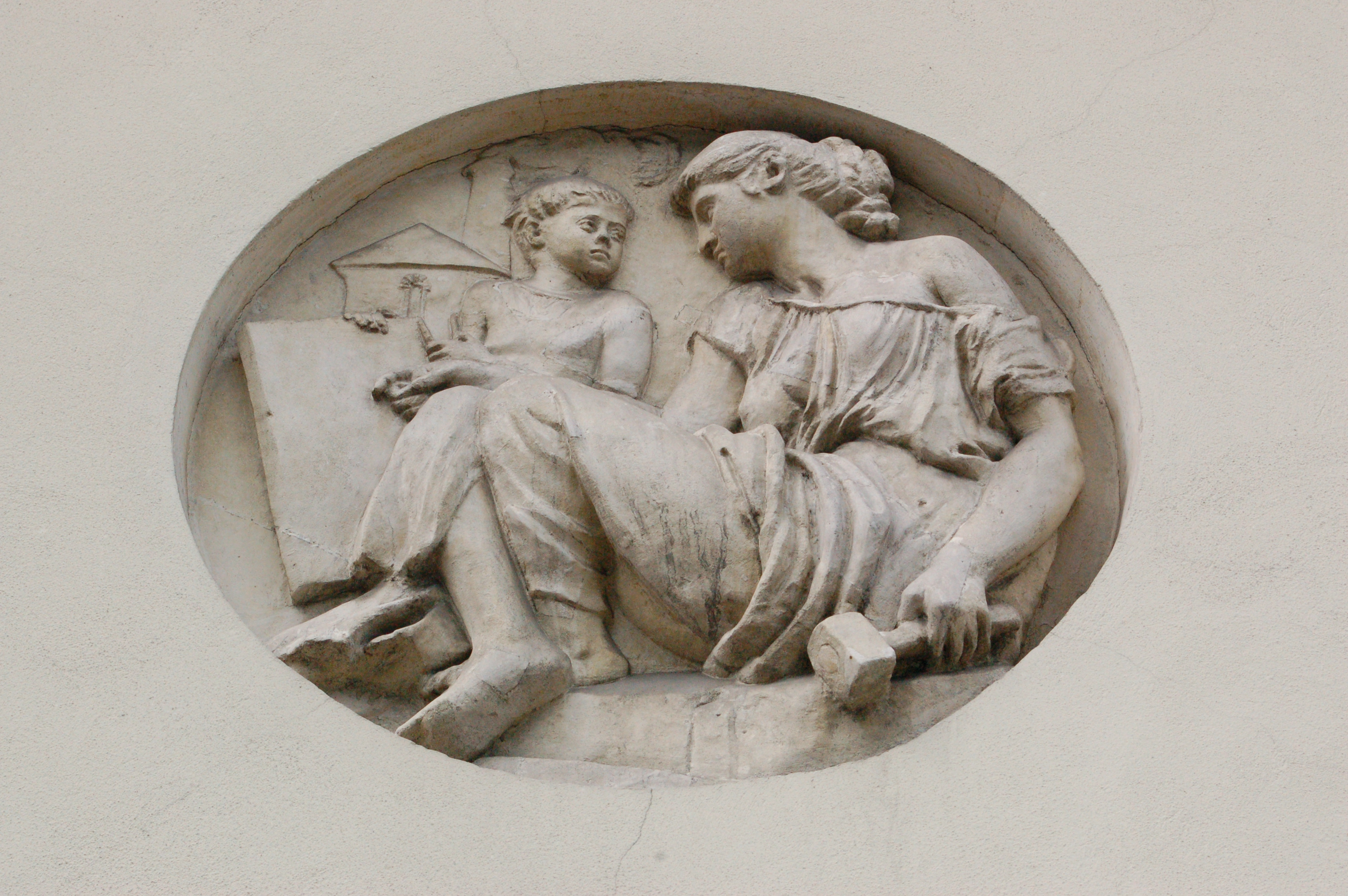
Eines der beiden erhaltenen Medaillons von Ludwik Kucharzewski

Die Villa Rau ist ein kleines Palais im Neorenaissance-Stil in Warschau. In der zweiten Hälfte des 19. Jahrhunderts im heutigen Stil umgebaut, war es nicht nur eine sehr modern ausgestattete, sondern auch vorbildhafte Residenz. Nach dem Zweiten Weltkrieg wiederaufgebaut, befindet sich hier heute die Botschaft der Schweizerischen Eidgenossenschaft in Polen. Die Adresse lautet Aleje Ujazdowskie 27 bzw. Ulica Piękna 10a; im modernen und wenig ansehnlichen Nachbargebäude befindet sich die Botschaft der Vereinigten Staaten. Das Palais ist denkmalgeschützt.

## Geschichte
Das heutige Palais geht vermutlich auf einen früheren Bau zurück. Im Jahr 1865 erwarb der Industrielle Wilhelm Ellis Rau dieses Gebäude mit dem Grundstück. Der Umbau wurde an den Architekten Leandro Marconi vergeben, der die Villa von 1866 bis 1868 im Stil der italienischen Neorenaissance umbaute. Die Innenausstattung des Gebäudes war luxuriös und technisch auf dem neuesten Stand. Neben einem Anschluss an die Kanalisation verfügte das Palais über Gasbeleuchtung und Zentralheizung. Für die im Keller liegende Küche wurde ein großer Herd eigens aus Wien beschafft. Zur dekorativen Ausgestaltung wurden bekannte Künstler der Zeit gewonnen: Marconi selbst schuf zwei Figuren („Architektur“ und „Bildhauerkunst“) für die Dachbalustrade, die beiden anderen („Malerei“ und „Mechanik“) gestaltete Andrzej Pruszyński. Beide Künstler fertigten weitere acht Büsten an, die in die Fassade eingelassen wurden. Die Springbrunnen-Gestaltung und weitere Figuren im Garten stammten von Ludwik Kucharzewski. Die Malereien im Gebäudeinneren fertigte Jan Strzałecki.
Die Gestalt und Ausstattung des Palais fand Beachtung über die Grenzen Kongresspolens hinaus. 1884 schuf Antoni Siedek in Krakau den dortigen Czapski-Palast nach dem Vorbild der Villa Rau. 1906 erwarb die Gräfin Maria Branicka, geb. Sapieha das Palais. Vermutlich noch im selben Jahr ließ die Branicka zwei Seitenflügel und einen Durchgang zum nördlichen Nachbargebäude errichten. Dieses Nachbargebäude, welches heute nicht mehr existiert, hatte zu Zeiten Raus seinem Geschäftspartner Stanisław Lilpop gehört und befand sich 1906 im Besitz des Fürsten Jerzy Radziwiłł, dessen Frau Maria die Tochter der Branicka war. Nach dem Tode der Mutter im Jahr 1919 übernahm die Tochter die ehemalige Rau’sche Residenz.
Im Jahr 1922 kaufte die Fürstin Izabella Radziwiłł, geb. Radziwiłł das Palais. In den 1930er Jahren wurde es von ihr an das polnische Außenministerium vermietet. Das Ministerium nutzte das Gebäude als Residenz des Vizekanzlers Jan Szembek. Während des Warschauer Aufstandes 1944 wurde es von den deutschen Truppen abgebrannt. In den Jahren 1948 und 1949 wurde das Anwesen von Szymon Syrkus und dem Schweizer Architekten Hans Schmidt wiederaufgebaut. Es dient seither als Schweizer Botschaft. Das Gebäude wurde 2013 einer Gesamtrenovation unterzogen.

## Architektur
Bei dem ursprünglichen Gebäude Marconis handelte es sich um einen symmetrischen, rechteckigen Bau mit Eckrisaliten zur Frontseite (Aleje Jerzozolimskie) und einem mächtigen Mittelrisalit zur rückwärtigen Parkseite. Die beiden zweistöckigen Eckrisalite sind mit einem kleinen, halbkreisförmigen, viersäuligen Portikus versehen. Sie tragen je einen Balkon. Im Erdgeschoss lagen die Repräsentations- und im Obergeschoss die Wohnräume. Zu dieser Zeit lag der Haupteingang vermutlich an der Frontseite. Das Dach war von einer halbmeterhohen Balustrade eingerahmt. An den Front-Eckpunkten dieser Balustrade standen bis zum Zweiten Weltkrieg die vier Statuen; sie wurden nicht wieder rekonstruiert. Die zu Beginn des 20. Jahrhunderts angebauten, in den Park hinreichenden Flügel stören – obwohl an der ul. Piekna mit eingerücktem Element im Obergeschoss nicht ohne Charme – die Harmonie des früheren Entwurfs. Die Flügeldächer liegt etwas unterhalb dem des Haupthauses. Zum Zeitpunkt des Flügelanbaus wurde der Haupteingang wahrscheinlich an die ul. Piekna verschoben. An der Nordseite schließt sich das stehengebliebene, ebenfalls zweigeschossige Verbindungsgebäude zum nicht mehr existierenden Nachbarhaus an. Der Park ist durch den Bau einer Garage nach dem Krieg nicht mehr vorhanden. Beim Wiederaufbau wurden Büroräume im Erdgeschoss eingerichtet, während sich die Repräsentationsflächen im Obergeschoss befinden. Auch wurden zwei erhaltene Medaillons von Ludwik Kucharzewski aus dem Jahre 1882 in die südliche Seitenfassade eingemauert.